# Dinis Vital
Pour les articles homonymes, voir Vital.
Dinis Vital, de son nom complet Dinis Martins Vital, est un footballeur portugais né le 2 juillet 1932 à Grândola et mort le 16 septembre 2014 à Évora. Il évoluait au poste de gardien de but.

## Biographie

### En club
Joueur né à Grândola en Alentejo, il est formé dans le club de sa ville O Grandolense,,.
En 1951, il signe au Lusitano de Évora qui évolue alors en deuxième division portugaise. Lors de sa première saison, l'équipe monte en première division. Il évolue alors pendant dix saisons dans le championnat du Portugal, en étant titulaire dans les cages de l'équipe,,.
Il quitte le club alentejano en 1966 pour le Vitória Setúbal, il passe quatre saisons avec cette équipe. Il est notamment vainqueur de la Coupe du Portugal en 1967, il est finaliste de l'édition en 1968,,.
Il finit sa carrière en jouant pour des clubs de l'Alentejo et raccroche les crampons en 1975,,.
Il dispute au total 442 matchs pour 1 but marqué en première division portugaise durant 18 saisons,. Son but est marqué le 25 septembre 1956 dans une rencontre de championnat avec le Lusitano de Évora contre le FC Barreirense (victoire 3-0).

### En équipe nationale
International portugais, il reçoit une unique sélection en équipe du Portugal le 16 mai 1959  contre la Suisse (défaite 3-4 à Genève).

## Palmarès
Avec le Vitória Setúbal :
- Vainqueur de la Coupe du Portugal en 1967
- Finaliste de la Coupe du Portugal en 1968